# Alex Riley
Kevin Robert Kiley, Jr. (Fairfax, 28 de abril de 1981) é um lutador e comentarista de wrestling profissional estadunidense, mais conhecido como Alex Riley. Ele é mais conhecido pela sua passagem na WWE, esporadicamente no elenco principal e como comentarista do território de desenvolvimento NXT. Ele também foi participante da segunda temporada do NXT, ficando em terceiro lugar na competição.

## Carreira

### World Wrestling Entertainment / WWE (2007—2016)

#### Florida Championship Wrestling (2007—2010)

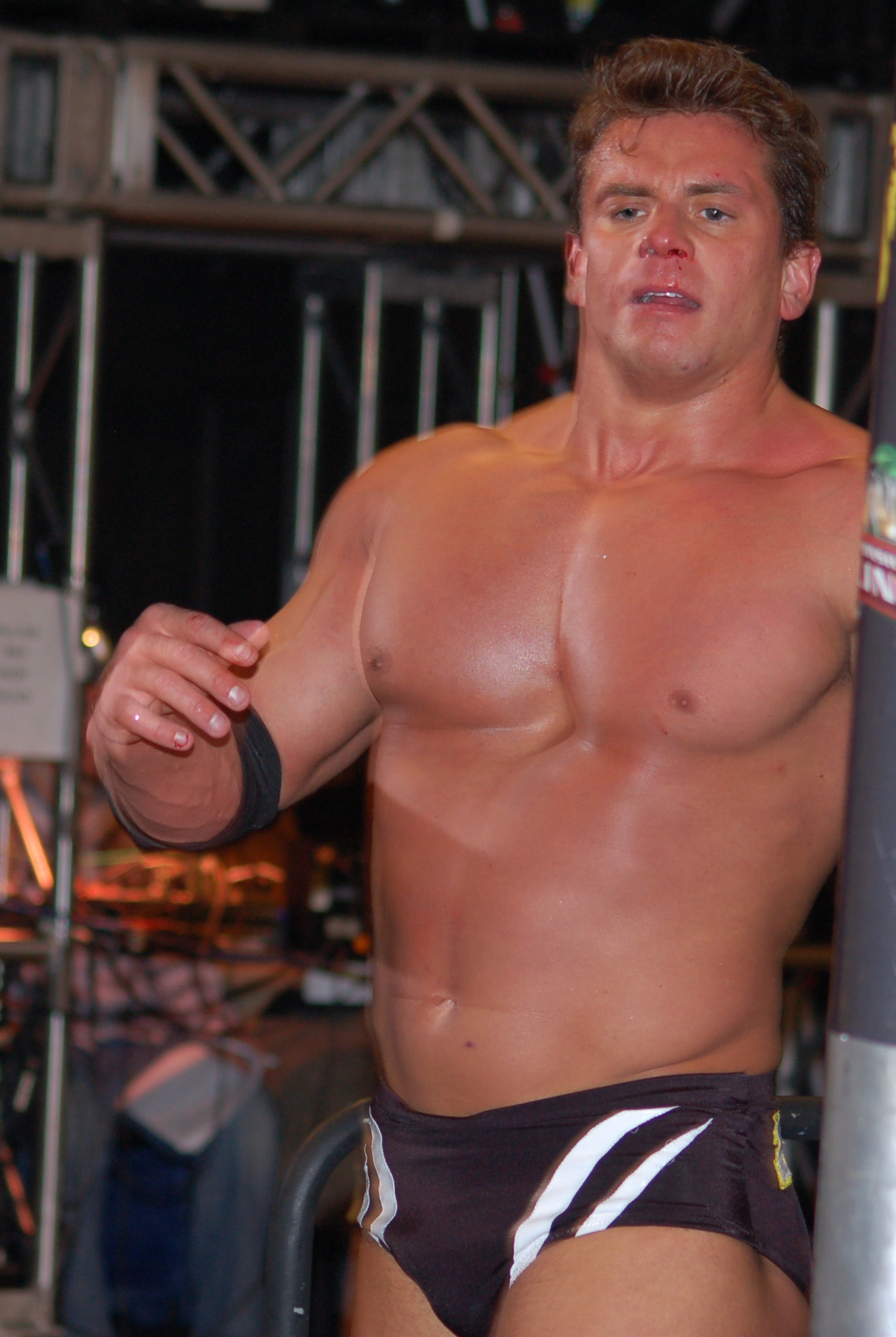
Riley após uma luta em janeiro de 2010

Em 2007, Riley assinou um contrato com a World Wrestling Entertainment (WWE), sendo mandado para o território de desenvolvimento, Florida Championship Wrestling (FCW). Ele estreou em 30 de outubro do mesmo ano, perdendo uma luta para Shawn Osbourne usando seu nome real, Kevin Kiley, e mais tarde enfrentou lutadores como Sebastian Slater e Jack Gabriel.
Em setembro de 2008, Kiley teve seu nome mudado para Carson Oakley. Como Oakley, ele começou uma dupla com Scotty Goldman, falhando ao enfrentar TJ Wilson e David Hart Smith pelo FCW Florida Tag Team Championship em novembro. Ele logo teve seu nome mudado novamente, agora para Alex Riley, com o personagem de um arrogante atleta universitário. Ele ganhou Beverly Mullins como manager, que interpretava uma "rainha do baile".
Em 2009, ele se juntou ao gabinete do Gerente Geral da FCW, Abraham Washington, sendo chamado por Washington de "top draft pick" ("melhor escolha de transferência") e, como resultado, foi nomeado o desafiante pelo FCW Florida Heavyweight Championship de Tyler Reks em julho. Em agosto, ele foi derrotado em uma Triple Threat match também incluindo Reks e Johnny Curtis. Na metade de 2009, competiu em várias lutas não-televisionadas antes do Raw e do SmackDown, enfrentando Jamie Noble, Montel Vontavious Porter e Jimmy Wang Yang, também aparecendo em eventos também não-televisionados. Na FCW de 30 de agosto, Riley abandonou Mullins, a chamando de "peso morto".

Em 18 de março de 2010, Riley derrotou Justin Gabriel e Wade Barrett em uma luta Triple Threat, ganhando o FCW Florida Heavyweight Championship. Após a vitória, Riley contratou Barrett. Em 22 de julho, Riley perdeu o título para Mason Ryan em outra Triple Threat match, também envolvendo Johnny Curtis. Em 22 de setembro, Riley perdeu uma revanche.

#### Aprendiz de The Miz (2010—2011)
Em 1 de junho de 2010, The Miz anunciou que seria o pro de Riley na segunda temporada do NXT. Riley estreou no NXT em 8 de junho, mas não lutou, fazendo sua primeira luta na semana seguinte, derrotando Kaval, que veio a derrotá-lo duas semanas depois, realizando o pin em Riley em uma luta de trios. Na mesma noite, Riley foi o quarto colocado na enquete de eliminação. Na segunda enquete, em 27 de julho, Riley se tornou o terceiro colocado, atrás de Michael McGillicutty e Kaval. Em 9 de agosto, os participantes do NXT lutaram no Raw, com Riley sendo parceiro de McGillicutty e Husky Harris, derrotando o trio de Kaval, Lucky Cannon e Percy Watson. Na noite seguinte, no entanto, o time de Riley perdeu uma revanche e ele ficou com o quinto lugar na enquete. Riley foi eliminado no último episódio da temporada, em 31 de agosto, em terceiro lugar, atacando, com os outros rookies o vencedor, Kaval.

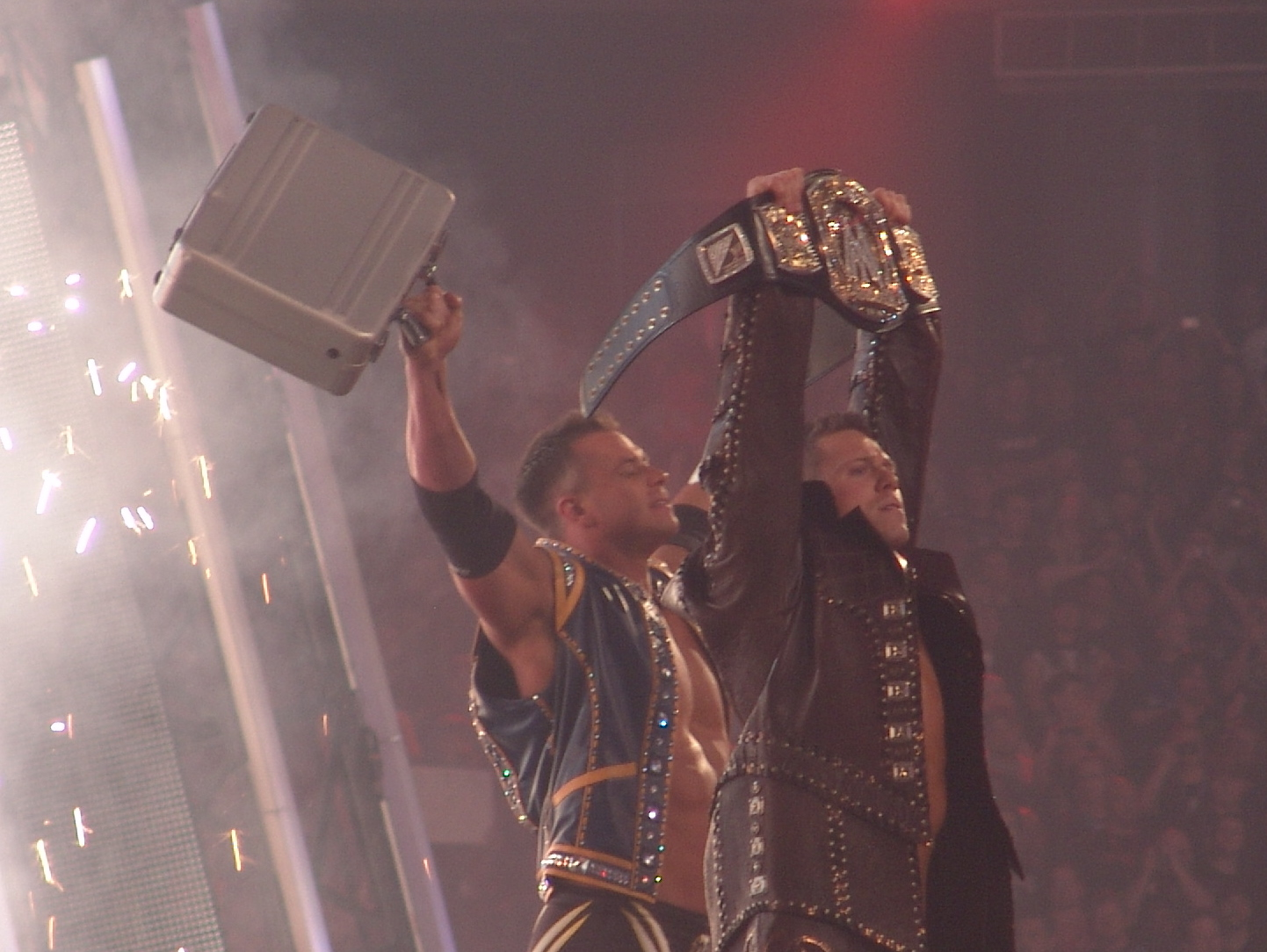
Riley (esquerda) com The Miz no WrestleMania XXVII.

Ele apareceu no Raw de 6 de setembro, tentando ajudar seu mentor, The Miz, que estava preso em um LeBelle Lock (um movimento de submissão) de Daniel Bryan, mas acabou também sendo preso pelo golpe. Ele apareceu novamente na semana seguinte, substituindo The Miz em uma Submission match e sendo derrotado. Em 20 de setembro, Miz anunciou que contratou Riley para prestar serviços pessoais, o que permitiu a Riley acompanhar Miz ao ringue e continuar a aparecer no Raw. Como aprendiz de Miz, Riley passou a interferir nas lutas, inclusive durante o pay-per-view Bragging Rights, onde Riley tentou, sem sucesso, levar o time de Miz à vitória. The Miz também usou Riley como seu substituto em algumas lutas, o que levou Riley a enfrentar John Cena em 15 de novembro e Ezekiel Jackson em 22 de novembro, em uma luta qualificatória para o torneio King of the Ring. Riley não venceu nenhuma das duas lutas. Na semana seguinte, Riley interferiu em uma Tables, Ladders, and Chairs match pelo WWE Championship entre Jerry Lawler e The Miz, que havia ganho o título na semana anterior. Riley impediu Lawler de vencer duas vezes, antes de Jerry o usar para quebrar uma mesa. Alex ajudou Miz a manter seu título novamente no TLC: Tables, Ladders & Chairs em uma Tables match, durante a qual foi novamente atirado a uma mesa, dessa vez por Randy Orton.
No Raw de 28 de fevereiro, John Cena desafiou Riley para uma luta: se Cena vencesse, Miz deveria demitir Riley. Miz aceitou a luta por Riley e, na mesma noite, Riley e Cena se enfrentaram em uma Steel Cage match, na qual Riley foi derrotado mesmo após interferência de Miz. O segmento foi usado para tirar Riley da televisão para que ele fosse mandado de volta à FCW para mudar seu personagem. No entanto, Riley retornou no Raw de 14 de março, interferindo na luta entre Miz e The Great Khali. Na semana seguinte, Riley anunciou que The Miz o havia recontratado, agora como Vice-Presidente de Comunicação de Miz. Riley acompanhou Miz durante sua luta no WrestleMania XXVII contra Cena, na qual ele interferiu diversas vezes.

#### Mocinho e várias rivalidades (2011—2013)

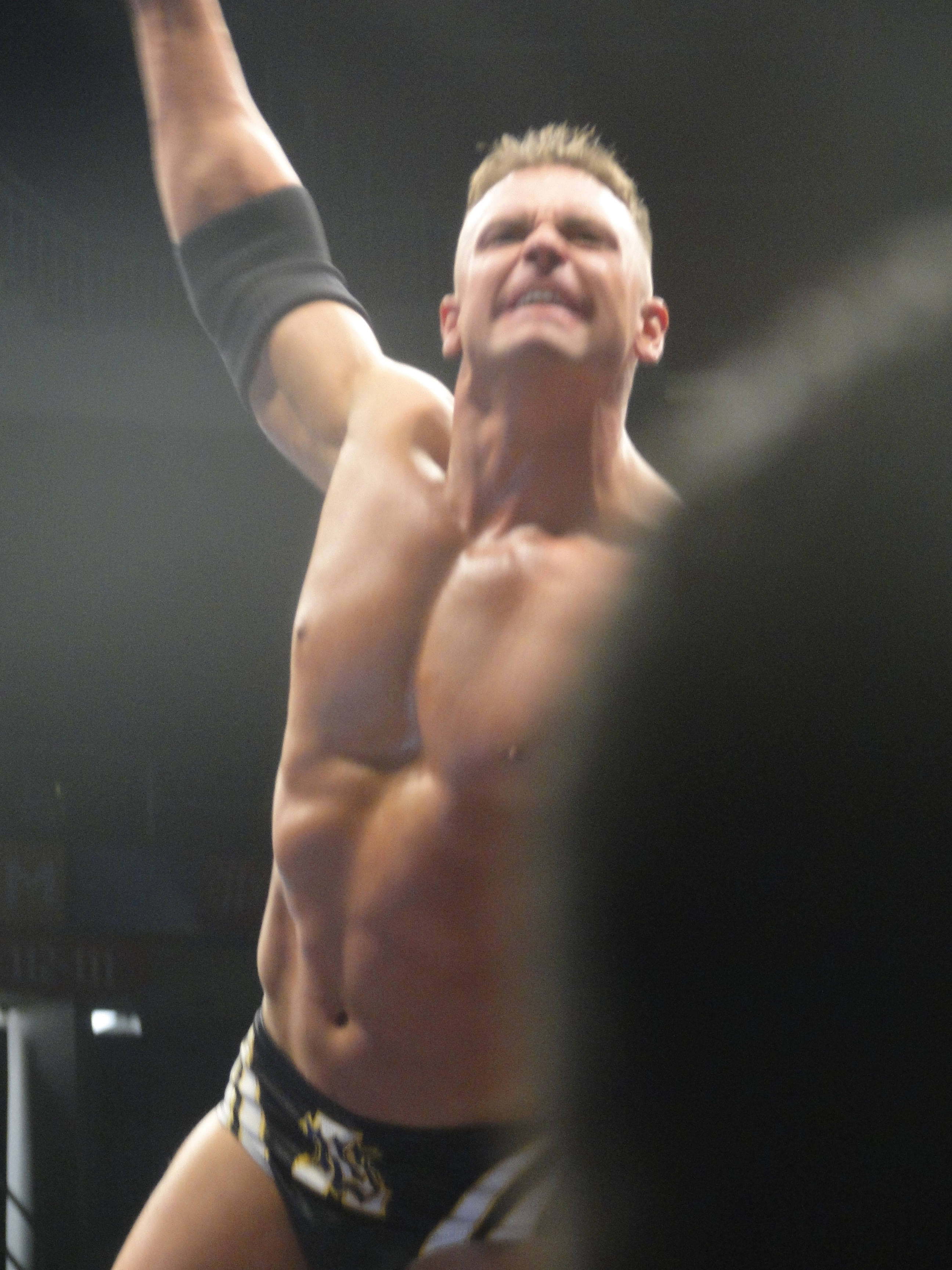
Alex Riley em um evento da WWE em 2011.

Durante o Draft Suplementar de 2011, em 26 de abril, Riley foi transferido para o SmackDown, sendo separado de The Miz. Ele estreou no SmackDown de 29 de abril, interrompendo e sento atacado por Randy Orton. No Raw de 23 de maio, The Miz culpou Riley por ter perdido sua luta contra John Cena no Over The Limit, o demitindo. Como resultado, Riley atacou Miz, se tornando um mocinho. Na semana seguinte, Michael Cole anunciou que Riley fora recontratado pelo Gerente Geral anônimo, assim o tornando um lutador do Raw. Cole, então, tentou obrigar Riley a se desculpar com Miz, mas Alex se recusou a fazê-lo. Cole passou a ofender Riley, que também o atacou. Miz tentaria atacá-lo, sem sucesso e  fugindo.
No Raw de 6 de junho, Vince McMahon fez Riley formar uma dupla com Cena para enfrentar R-Truth e Miz, com Steve Austin como árbitro especial. Riley e Cena venceram a luta, mas a decisão foi revertida pelo Gerente Geral, já que Miz foi atacado por Austin durante a luta. Na mesma noite, foi confirmado que Riley enfrentaria Miz no Capitol Punishment. No Raw da semana seguinte, Riley foi o árbitro em uma luta entre Miz e Roddy Piper, com $5000 em jogo. Riley atacou Miz durante a luta, dando a vitória à Piper. No Capitol Punishment, Riley derrotou Miz. Duas semanas depois, Riley e Rey Mysterio derrotaram Miz e Jack Swagger em uma Tornado Tag Team match. Foi anunciado também que Riley seria um dos participantes da Money in the Bank ladder match do Raw no Money in the Bank. Riley, no entanto, não venceu a luta. Riley participou de um torneio para coroar um novo Campeão da WWE. No entanto, foi derrotado por Miz na primeira rodada.
Nas semanas seguintes, Riley começou uma rivalidade com o Campeão dos Estados Unidos Dolph Ziggler e sua namorada, Vickie Guerrero, com Riley acusando Ziggler de se esconder atrás de Vickie. Em uma luta não-televisionada no SummerSlam, Riley foi derrotado por Ziggler. No Night of Champions, Riley enfrentou Ziggler, John Morrison e Jack Swagger, pelo título. Ziggler acabou vencendo a luta, no entanto.
Riley passou a lutar no WWE Superstars, derrotando lutadores como Drew McIntyre, JTG e Primo. Riley foi o segundo lutador a entrar no Royal Rumble de 2012, sendo rapidamente eliminado por The Miz. Ele passou a lutar também no NXT Redemption, começando uma rivalidade com Titus O'Neil.
No Raw de 2 de abril de 2012, Riley foi derrotado por Lord Tensai após o árbitro parar a luta. No No Way Out, Riley interferiu, com outros lutadores, na luta em uma jaula de aço entre Big Show e John Cena, impedindo que Show deixasse a jaula, em retribuição por ter sido nocauteado por Show semanas antes, no Raw. Riley derrotou Dolph Ziggler no Raw de 6 de agosto, sua primeira vitória individual no programa desde 22 de agosto de 2011, quando derrotou Jack Swagger. Em 21 de setembro, Riley anunciou que passaria por cirurgias no joelho e no cotovelo. Em janeiro de 2013, Riley se aliou a Derrick Bateman para participar do torneio pelo Campeonato de Duplas do NXT, sendo derrotados por Kassius Ohno e Leo Kruger na primeira rodada. Em 21 de janeiro de 2013, Riley retornou ao Raw antes do Royal Rumble, lutando com diversos lutadores. No WWE Main Event de 17 de abril, ele participou de uma Battle Royal para definir o desafiante ao Campeonato Intercontinental, sendo eliminado por Primo.

#### Comentarista e volta aos ringues (2013—2016)
Em julho de 2013, Riley passou a atuar como comentarista do NXT Wrestling, com Tom Phillips, com os dois sendo treinados por Jim Ross e Jerry Lawler. Nas gravações do SmackDown de 25 de julho, Riley e Michael Cole se tornaram os comentaristas do programa.
A 11 de Março de 2015 Riley voltou aos ringues num combate com CJ Parker, depois de Kevin Owens ter atacado Riley a 4 de Março

## Vida pessoal
O pai de Kiley foi um comentarista esportivo da ESPN e sua mãe foi Miss Virgínia, e ele possui um irmão mais novo. Kiley frequentou a Robinson Secondary School em Fairfax, VA, onde jogou futebol americano e basquetebol. Ele frequentou a Boston College, se formando em comunicação. Ele jogou pelos Boston College Eagles, como um quarterback, antes de se tornar um linebacker durante a temporada de 2001.
Kiley foi preso em Tampa, Flórida em 17 de novembro de 2010, 1:14 por dirigir embriagado e se recusar a ser testado. Ele foi liberado 9:33 após pagar uma fiança de 500 dólares.

## No wrestling
- Movimentos de finalização
  - Hit the Showers[52] (FCW) / You're Dismissed (WWE) (TKO)
  - Riley Elevation (Lifting DDT) – 2011–2016
- Movimentos secundários
  - A-Bomb (Elbow drop)[53]
  - Belly to back side slam[54]
  - Spinebuster
  - Thugnificent
  - STO
- Managers
  - Beverly Mullins
  - The Miz (durante o NXT)
- Lutadores de quem foi manager
  - The Miz
- Alcunhas
  - "The Rare Breed" ("A Espécia Rara")
  - "The Varsity Villain"
  - "A-RY"
- Músicas de entrada
  - "I Came to Play" por Downstait (2010-2011, enquanto manager de The Miz)
  - "Turntables of Destruction" por Bryan New (2011, em sua estreia no SmackDown)
  - "Say It To My Face" por Downstait (2011-2016)

## Títulos e prêmios
- Florida Championship Wrestling
  - FCW Florida Heavyweight Championship (1 vez)[14]
- Pro Wrestling Illustrated
  - PWI o colocou na #201 posição dos 500 melhores lutadores individuais em 2010[55]
  - PWI o colocou como #106 dos 500 melhores lutadores singulares durante a PWI 500 de 2011[56]